# Comuna de Dobra (Police)
Dobra (polaco: Gmina Dobra) é uma gminy (comuna) na Polónia, na voivodia de Pomerânia Ocidental e no condado de Policki.
De acordo com os censos de 2005, a comuna tem 11.707 habitantes, com uma densidade 106,4 hab/km².

## Área
Estende-se por uma área de 110,27 km².